# كهف سكريشوارا
كهف سكريشوارا (بالرومانية: Peștera Scărișoara)‏، (بالمجرية: Aranyosfői-jégbarlang)‏ هي واحدة من أكبر الكهوف الجليدية في جبال أبوسيني في رومانيا، في جزء من سلسلة جبال الكاربات. يعتبر كهف عرض وأحد عجائب رومانيا الطبيعية. كما تم وصفه بأنه كهف جليدي.

## وصلات خارجية
- Scarisoara Cave - Romanian Monasteries.org